# Goa, Damán y Diu
Goa, Damán y Diu fue un territorio de la unión de la India entre 1962 y 1987. El territorio de la unión comprendía el actual estado de Goa y los pequeños enclaves costeros de Damán y Diu en la costa de Guyarat. El territorio, junto con Dadra y Nagar Haveli, antiguamente comprendía la India portuguesa. Los territorios fueron liberados del dominio colonial portugués en 1961 y su incorporación en la India no fue reconocida por Portugal hasta 1975. Administrativamente el territorio fue dividido en tres distritos, Goa, Damán y Diu, cuya capital era Panaji. En 1987 Goa se trasformó en estado y Damán y Diu se convirtió en un territorio de la unión separado.